# Blågölen (Kisa socken, Östergötland, 643346-147985)
Blågölen är en sjö i Kinda kommun i Östergötland och ingår i Motala ströms huvudavrinningsområde.